# Chelonus magadani
Chelonus magadani är en stekelart som först beskrevs av Vladimir Ivanovich Tobias 1994.  Chelonus magadani ingår i släktet Chelonus och familjen bracksteklar. Inga underarter finns listade i Catalogue of Life.